# William Gibbs McAdoo
William Gibbs McAdoo, född 31 oktober 1863 i Marietta, Georgia, död 1 februari 1941 i Washington, D.C., var en amerikansk demokratisk politiker.
McAdoo föddes i Georgia och flyttade 1877 till Knoxville när fadern blev professor vid University of Tennessee. Han inledde sin karriär som advokat i Tennessee och flyttade sedan till New York, var han tillsammans med Francis R. Pemberton grundade finansföretaget Pemberton & McAdoo.
Kring sekelskiftet 1900 tog han på sig projektet att bygga en järnvägstunnel från Manhattan till New Jersey. I presskonferensen, när tunneln 1908 öppnades, berättade McAdoo i egenskap av verkställande direktör för Hudson and Manhattan Railroad Company att hans motto var Let the Public be Pleased.
McAdoos första hustru avled 1912. Han blev utnämnd till USA:s finansminister 1913 och gifte sig 1914 i Vita huset med Woodrow Wilsons dotter Eleanor Randolph Wilson. Han var finansminister under en svår ekonomisk krisperiod förorsakad av första världskrigets utbrott. McAdoo stängde New York Stock Exchange för hela fyra månader för att klara av krisen.
När USA 1917 gick med i kriget, grundades järnvägsstyrelsen United States Railroad Administration för att klara av transportsystemet under krigstiden. McAdoo lämnade finansdepartementet för att bli chef för järnvägsstyrelsen, en befattning som han hade till november 1919.
McAdoo var en av kandidaterna när demokraterna valde presidentkandidat 1920 och 1924. Första gången förlorade han mot James Cox och andra gången mot John W. Davis, trots att han båda gångerna ledde i den första omröstningen på partimötet.
Han var ledamot av USA:s senat från Kalifornien 1933-1938. Han och Eleanor skilde sig 1934. McAdoo gifte om sig med Doris Isabel Cross året därpå.